# Russo-Bałt
Russo-Bałt lub Russo-Baltique (ros. Руссо-Балт) – przedsiębiorstwo założone w 1869 roku w Rydze na terenie Imperium Rosyjskiego (obecnie Łotwa), produkujące samochody między 1908 a 1923 r. Od 2003 roku marka Russo-Bałt kontynuowana jest przez „Russo Balt Company” z siedzibą w Moskwie. Russo-Bałt to także łotewska fabryka przyczep mająca swoją siedzibę w Rydze.

## Historia i opis przedsiębiorstwa
Fabryka została założona w 1869 roku w Rydze na terenie ówczesnego Imperium Rosyjskiego. Pierwotnie przedsiębiorstwo produkowało wagony kolejowe i było spółką zależną od firmy Van der Zypen & Charlier z Kolonii, (Niemcy). W 1894 roku większość jej akcji została sprzedana inwestorom z Rygi i Sankt Petersburga. W 1908 oku rozpoczęto produkcję samochodów, których rocznie powstawało od 100 do 140. Przedsiębiorstwo budowało również specjalne wersje aut osobowych, które trafiły m.in. na dwór carski. W 1912 roku model Russo-Bałt C24-50 startował w rajdzie Monte Carlo. Po rewolucji w 1917 roku została otwarta druga fabryka w Sankt Petersburgu, gdzie budowano na podwoziach samochodów produkowanych w Rydze, samochody opancerzone. W 1918 roku gdy Łotwa uzyskała niepodległość, fabrykę całkowicie przeniesiono do Sankt Petersburga, żeby w 1922 roku przenieść ją do zakładów BTAZ w Moskwie, gdzie została zlikwidowana w 1923 roku. 
Tylko dwa oryginalne samochody Russo-Bałt przetrwały do dzisiaj. Jeden z nich można oglądać w muzeum w Rydze, zaś drugi w muzeum w Moskwie. W 2003 roku w Moskwie zostało założone przedsiębiorstwo Russo-Balt Company oraz Gerg GmbH, gdzie stworzono model Impression.
Russo-Bałt to także przedsiębiorstwo, które produkuje przyczepy różnego rodzaju na Łotwie w Rydze, jednak niemające poza nazwą nic wspólnego z przedwojenną i obecnie kontynuowaną marką Russo-Bałt.

## Russo-Bałt Impression
Prace nad samochodem trwały od roku 2003. Pojazd został stworzony przez rosyjskie przedsiębiorstwo Russo-Balt Company oraz niemiecką spółkę Gerg GmbH. Karoseria samochodu wykonana została z włókna szklanego, pojazd otrzymał podwójnie doładowany silnik V12 o mocy 555 KM. 

## Galeria

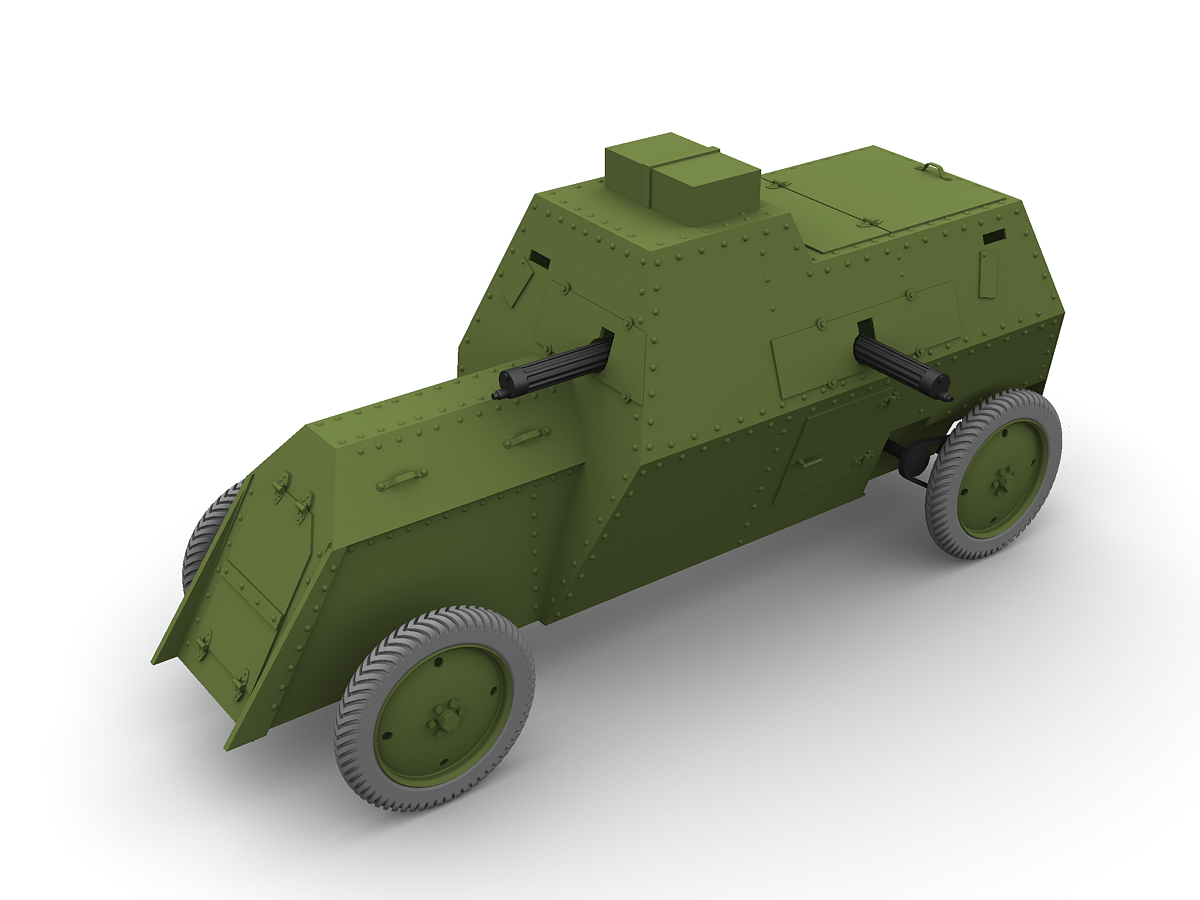
Samochód pancerny Russo-Bałt (1914)
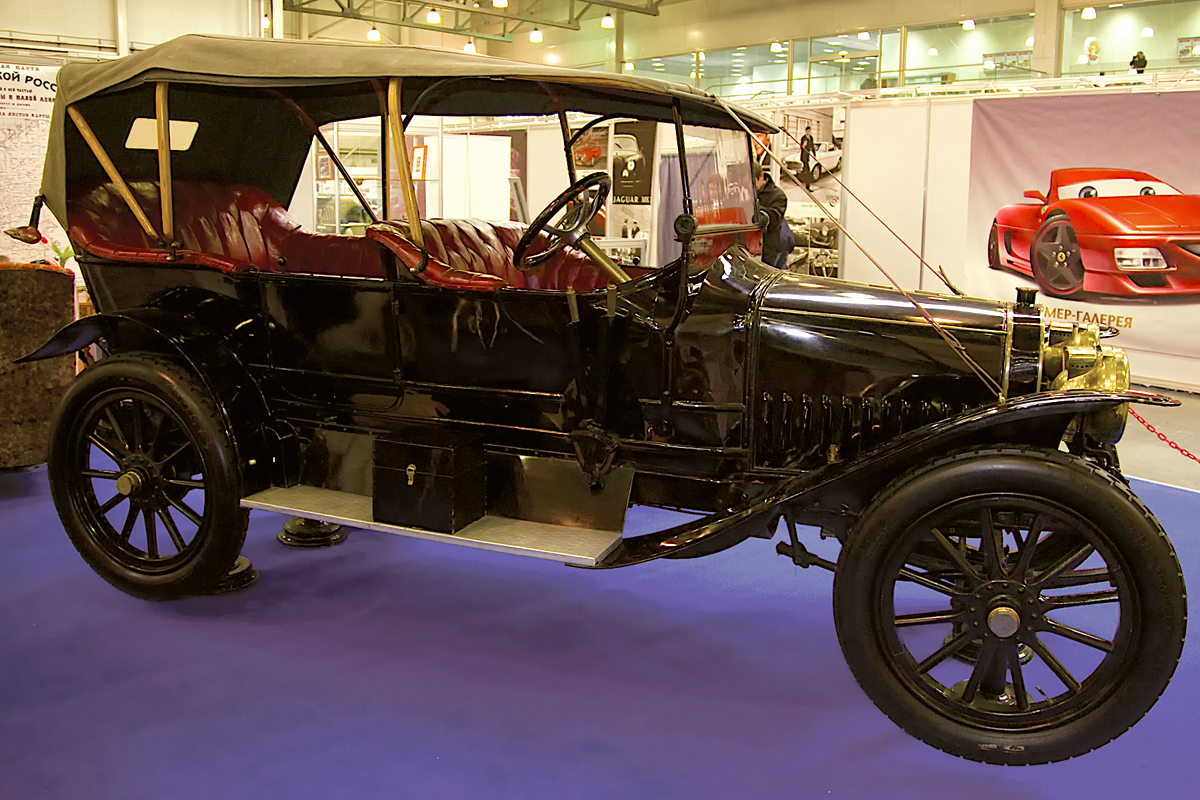
Russo-Bałt K 12/20
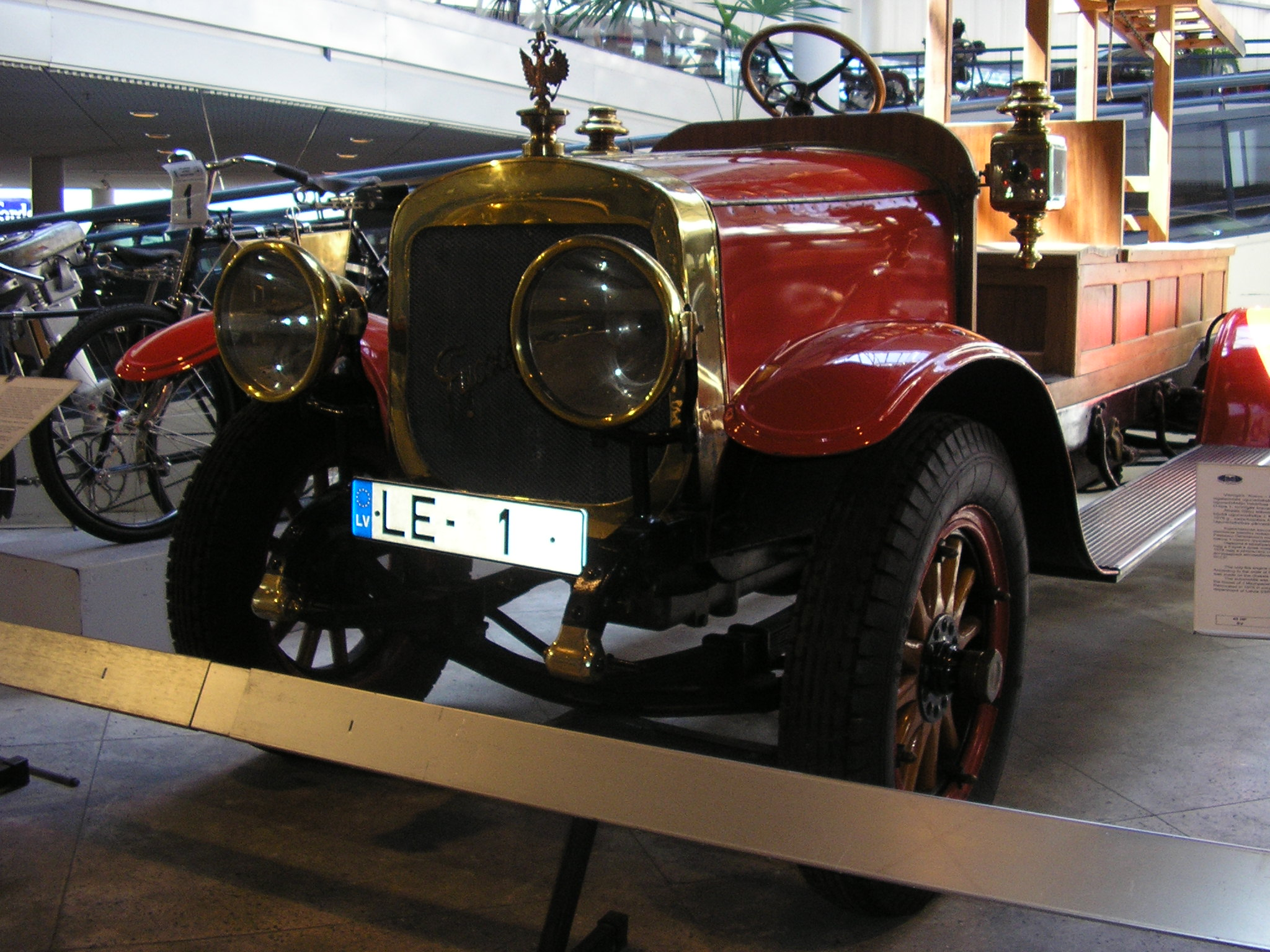
Russo-Bałt D 24/40
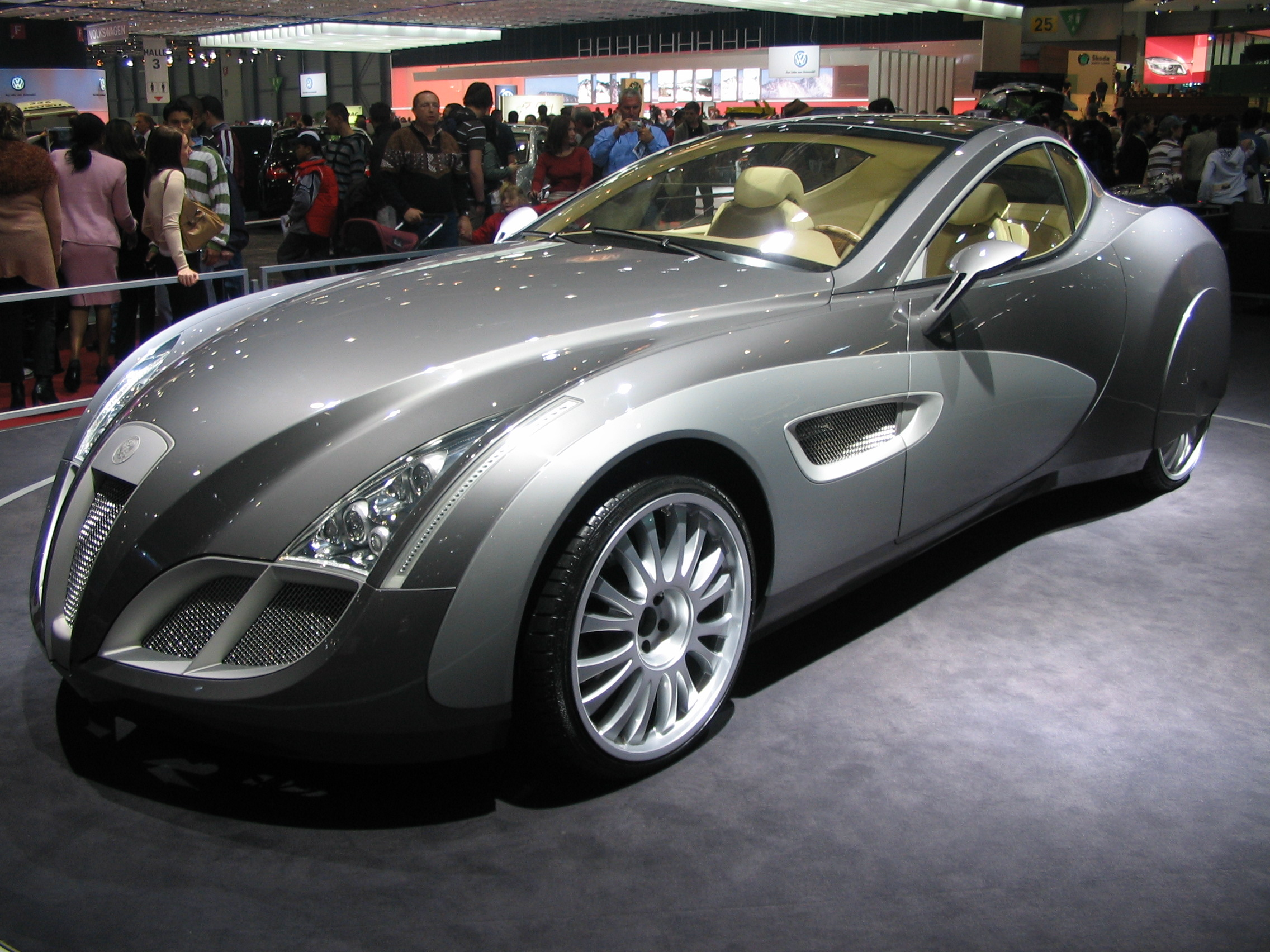
Russo-Bałt Impression